# Фільмографія Рональда Рейгана

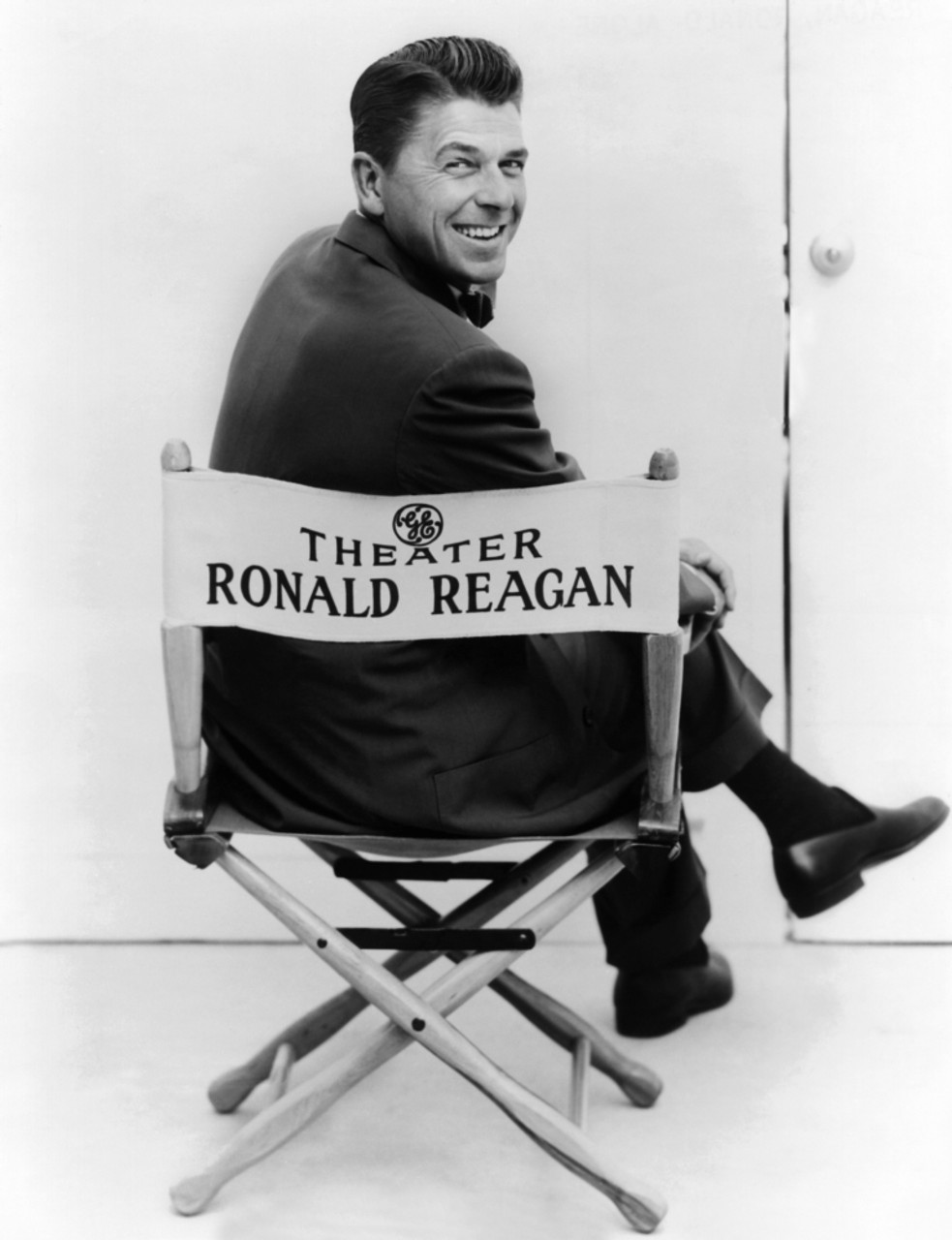
Телеактор Рональд Рейган в ролі ведучого телепрограми Театр Дженерал Електрік

Фільмографія Рональда Рейгана містить фільми і телевізійні роботи, в яких він брав участь упродовж 28 років своєї акторської кар'єри (від 1937 до 1965 року). Робота на радіо, в кіно і на телебаченні тривала загалом 33 роки. Під час Другої світової війни Рейган служив у ВПС США, де зокрема брав участь у створенні різних фільмів на тему війни[⇨]. Від 1947 до 1959 року його шість разів обирали на посаду президента Гільдії кіноакторів США[⇨]. У середині 1950-х років Рейган став грати менше ролей у кіно і почав працювати на телебаченні[⇨]. Протягом восьми років він брав участь і виступав у низці програм на телеканалах CBS, NBC, ABC. 1957 року йому вручили премію «Золотий глобус». 9 лютого 1960 року в честь Рональда Рейгана відкрито зірку на голлівудській «Алеї слави»[⇨]. У 1965 році Рейган закінчив свою акторську кар'єру і пішов у політику.

### Радіо і кінематограф

Рейган на радіостанції WHO (AM) у Де-Мойні в 1934-1937 роках

Рональд Рейган починав свою кар'єру артиста як радіоведучий. По закінченні коледжу в 1932 році перед ним постало питання пошуку роботи, оскільки члени його сім'ї, як і десятки мільйонів американців у період «Великої депресії» не мали постійної роботи й зводили кінці з кінцями тимчасовими заробітками. Позичивши у батька пошарпаний автомобіль, Рейган одну за одною об'їжджав радіостанції прилеглих до Діксона (Іллінойс) міст і йому поталанило на одній з маленьких радіостанцій міста Девенпорт в Айові. Спочатку майбутньому актору доручили висвітлювати по радіо окремі матчі футбольної команди університету Айови «Айова Янкіз», а пізніше його прийняли на постійну роботу на посаду диктора радіостанції WOC (AM). Надалі його запросили на радіостанцію WHO (AM) до міста Де-Мойн, де він коментував матчі бейсбольної команди «Чикаго Кабс». Часто Рейгану доводилося вести «прямі репортажі» з матчів, де він не був присутній. Інформацію про події йому передавали по телеграфу, а удари біти й гул вболівальників озвучував асистент-звукорежисер. Пізніше Рон казав, що той час, коли він працював спортивним коментатором, був найкращим у його житті.
Скориставшись 1937 року поїздкою з «Чикаго Кабс» по штату Каліфорнія, Рейган пройшов кінопроби й підписав контракт на сім років зі студією Ворнер Бразерс. Його першим досвідом у кіно того ж року стала гра у фільмі «Любов у прямому ефірі». Ця роль на багато років уперед визначила його амплуа «чесного, але не надто розумного симпатягу». Найпомітнішою роботою актора в кіно вважають фільм 1942 року «Кінгс Роу». Стрічку номінували на премію «Оскар», проте гра Рональда не здобула одностайної похвали (один з оглядачів написав, що актор «легковажно поставився до характеру свого героя»). Хоч деякі кінокритики й зазначають, що це був найкращий фільм Рейгана, але репортер Нью-Йорк таймс Бослі Кроутер також досить прохолодно оцінив цю його кінороботу.
Утім, сам Рональд вважав, що «Кінгс Роу» зробив його зіркою. Однак через два місяці після виходу фільму на екрани майбутній президент вступив на дійсну військову службу і ніколи вже не зміг повторити такий успіх.
За всю свою кінокар'єру Рейган взяв участь принаймні в 54-х художніх фільмах. Здебільшого це були малобюджетні фільми категорії «B», розраховані на невелику глядацьку аудиторію. Вони не отримували хороші відгуки від критиків й не були широко популярними серед глядачів. Пізніше Рейган казав: «Продюсери не прагнули зробити ці фільми хорошими - вони прагнули зробити їх до четверга».

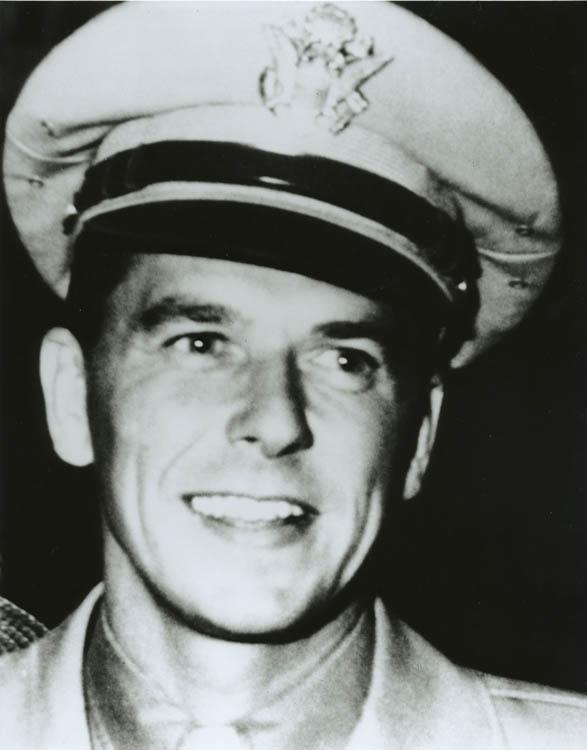
Приблизно 1943 рік, у званні капітана

### Кінороботи на військовій службі
Все ще працюючи диктором на радіостанції, Рейган почав брати додому навчальні курси підвищення кваліфікації армії США. Вперше він вступив у програму 18 березня 1935 року, а в грудні 1936 року вже закінчив 14 курсів. Коли 7 грудня 1941 року японці атакували Перл-Харбор Рейган перервав свою акторську кар'єру і 19 квітня 1942 року вступив на дійсну військову службу. Перша спроба пройти медичну комісію в чинну армію закінчилася невдало через слабкий зір, але на повторній комісії Рейгана визнано обмежено придатним до військової служби й призначено співробітником зі зв'язку військового транспортного управління. В цей час Ворнер Бразерс і військове керівництво планували зняти фільм про авіацію і сподівались, що Рейган візьме в ньому участь, тому 15 травня 1942 він подав заяву на перехід до ВПС. Перехід схвалено 9 червня 1942 року.
Під час дійсної військової служби Рейган не тільки працював ад'ютантом, офіцером з кадрів, брав участь в церемоніях проводжання солдатів на передову, відкритті військових позик (Series E bond, але й бував у відрядженні для участі в створенні деяких військових фільмів тих років. Це були пропагандистські, художні та навчальні фільми, як-от музична комедія «Це - армія», «За бога і країну», навчальний фільм «Мета - Токіо» та інші. До кінця війни підрозділи, де служив Рональд Рейган, створили приблизно чотириста фільмів. Рейган закінчив дійсну військову службу 9 грудня 1945 року.
Згодом, коли акторська кар'єра Рональда Рейгана вже була позаду, за ним неодноразово помічали, як під виглядом реальних спогадів про свій час у війську він насправді розповідав кіноісторії з фільмів.

### Гільдія кіноакторів (ГКА)

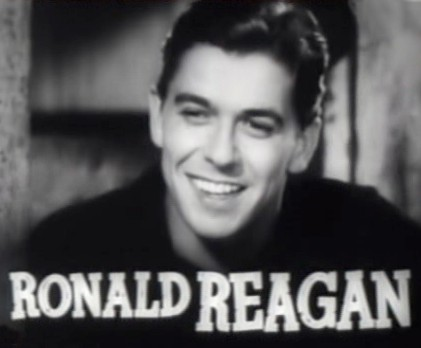
Рейган у фільмі «Ковбой з Брукліна», 1938 рік

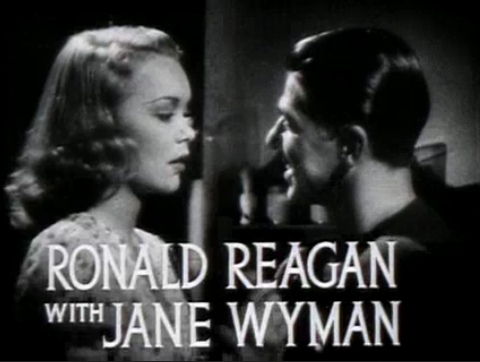
Фільм «Братчик Щур», 1938 рік

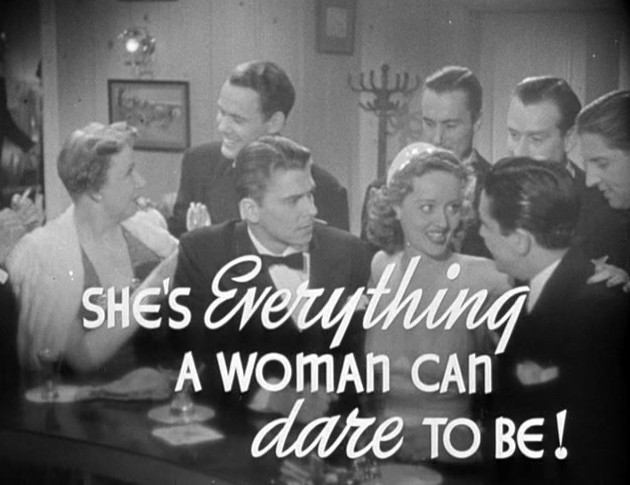
Скріншот трейлера до фільму «Перемогти темряву» (Dark Victory), 1939 рік

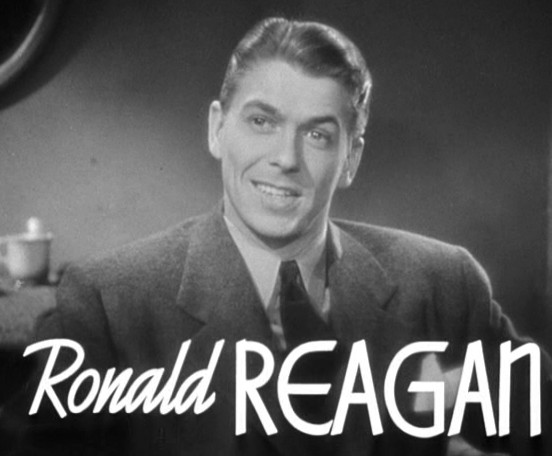
Скріншот трейлера до фільму «Перемогти темряву», 1939 рік

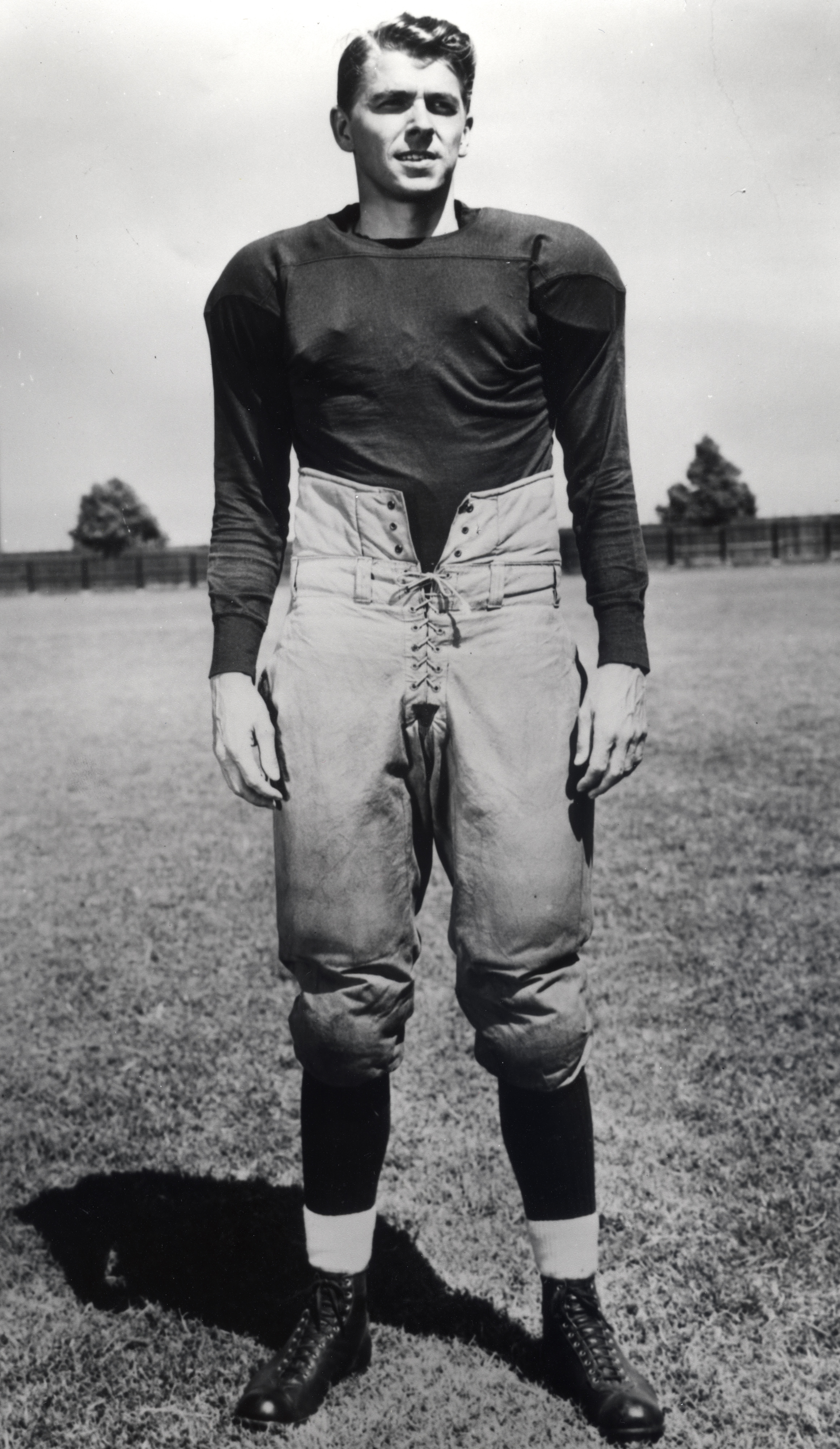
«Кнут Рокні, справжній американець», 1940 рік

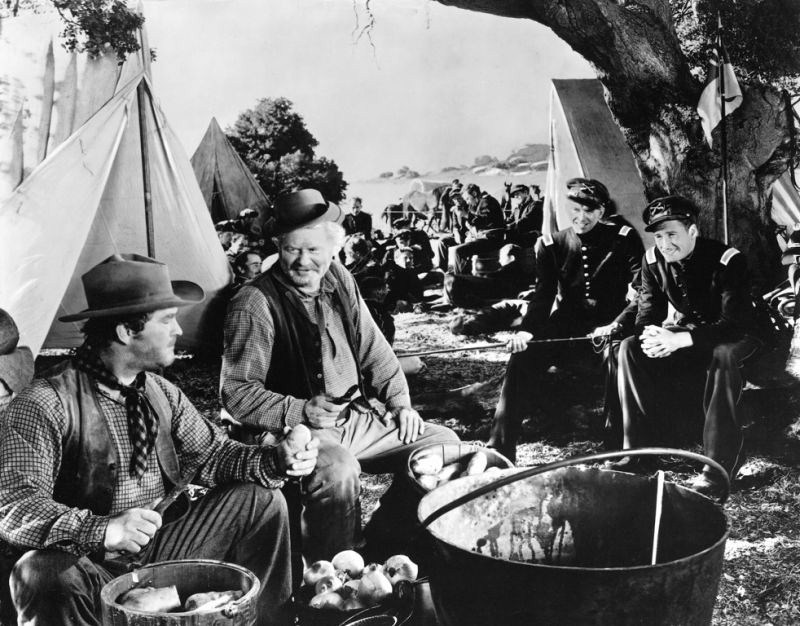
Рональд Рейган і Еррол Флінн, 1940 рік

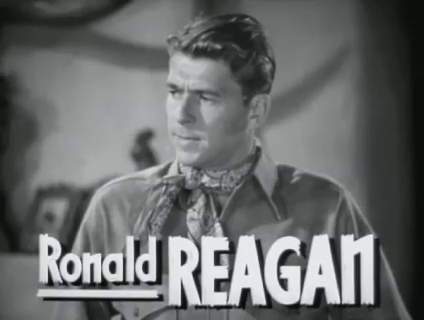
Рональд Рейган у фільмі «Погана людина», 1941 рік

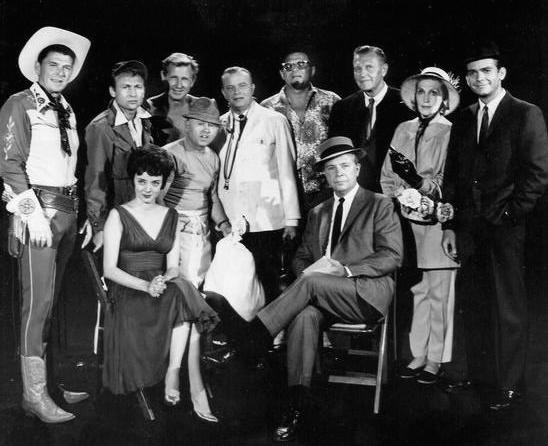
Фотографія на прем'єрі епізоду фільму «Шоу Діка Павелла» (The Dick Powell Show), 1961 рік

1941 року Рейгана вперше обрали до ради директорів гільдії кіноакторів як запасного учасника, а в 1946 році, після демобілізації, він став третім її віцепрезидентом. 1947 року в організації стався конфлікт інтересів, що спричинило відставку шести членів ради директорів і президента. Рейгана номінували кандидатом у президенти ГКА на дострокових виборах, і він ці вибори виграв. Пізніше його обирали президентом ГКА п'ять років поспіль, від 1947 до 1952 року, а вшосте обрали після семирічної перерви, в 1959 році. За цей час Рейган провів гільдію через вельми непрості роки, які були позначені відомими подіями й розглядами: ухваленням антипрофспілкового Закону Тафта — Гартлі, слуханнями Комісії з розслідування антиамериканської діяльності (HUAC), подіями голлівудської ери чорного списку, спадом кіновиробництва через появу телебачення, численними страйками тощо. Як президент гільдії, Рейган давав свідчення перед HUAC щодо впливу комуністів на кіноіндустрію. Він був упевнений, що комуністи намагаються заволодіти Голлівудом. На початку 1940-х Рейган співпрацював з ФБР як агент під псевдонімом Т-10 і повідомляв уряду імена тих працівників кіноіндустрії, яких він підозрював у симпатії до комунізму.
Ненсі Рейган вважала, що робота на посаді президента ГКА зашкодила акторській кар'єрі її чоловіка; на її думку, продюсерам і режисерам після постійних профспілкових переговорів було «важко уявити як він скаче на коні на чолі кавалерійського ескадрону або відбивається від викрадачів худоби біля Орлиного перевалу».

### Телебачення
У 1950-х роках Рейган вирішив спробувати себе на телебаченні. Його запросили на роль ведучого щотижневої програми «Театр Дженерал Електрік» на телеканалі CBS. За вісім років він провів 235 випусків цієї телепрограми. А ще він взяв участь у численних серіалах і програмах на телеканалах: CBS, NBC, ABC. Остання робота Рейгана як професійного актора - телесеріал «Дні у долині смерті» (з 1964 по 1965 рік). Від 1965 року Рональд Рейган повністю присвятив себе політичній кар'єрі. У 1966 році він офіційно балотувався на пост губернатора Каліфорнії.
Списки фільмів складені за видами робіт і за роками релізів за період з 1937 по 1965 рік.

## Фільмографія в кінематографі
Українські назви фільмів у таблицях подано методом описового перекладу оригінальних назв.

### Художні фільми в кінематографі
| Рік  |   | Українська назва                | Оригінальна назва                                     | Роль                                                    |
| ---- | - | ------------------------------- | ----------------------------------------------------- | ------------------------------------------------------- |
| 1937 | ф | Любов у прямому ефірі           | Love Is on the Air (Warner Bros. First National)      | Енді Маккейн                                            |
| 1937 | ф | Підводний човен D-1             | Submarine D-1 (Warner Bros. First National)           | епізодична роль, вирізано з остаточної версії фільму    |
| 1937 | ф | Готель «Голлівуд»               | Hollywood Hotel (Warner Bros. First National)         | епізод наприкінці фільму, в титрах не вказано           |
| 1938 | ф | Кружляй свою подругу            | Swing Your Lady (Warner Bros.)                        | Джек Міллер (англ. Jack Miller)                         |
| 1938 | ф | Сержант Мерфі                   | Sergeant Murphy (Warner Bros.)                        | Денніс Райлі (англ. Dennis Riley)                       |
| 1938 | ф | Скандали трапляються            | Accidents Will Happen (Warner Bros.)                  | Ерік Ґреґґ (англ. Eric Gregg)                           |
| 1938 | ф | Ковбой з Брукліна               | Cowboy from Brooklyn (Warner Bros.)                   | Пет Данн (англ. Pat Dunn)                               |
| 1938 | ф | Хлопець зустрічає дівчину       | Boy Meets Girl (Warner Bros.)                         | диктор радіо                                            |
| 1938 | ф | Дівчина на стажуванні           | Girls on Probation (Warner Bros.)                     | Нейл Діллон (англ. Neil Dillon)                         |
| 1938 | ф | Братчик Щур                     | Brother Rat (Warner Bros.)'                           | Ден / (англ. Dan)                                       |
| 1938 | ф | Чудовий доктор Кліттерхауз      | The Amazing Dr. Clitterhouse (Warner Bros.)           | озвучування, вирізано з остаточної версії фільму        |
| 1939 | ф | Досягнути успіху                | Going Places (Warner Brothers Cosmopolitan)           | Джек Вітеринґ (англ. Jack Withering)                    |
| 1939 | ф | Повітряна розвідка              | Secret Service of the Air (Warner Bros.)              | лейтенант Брасс Банкрофт                                |
| 1939 | ф | Перемогти темряву               | Dark Victory (Warner Bros. First National)            | Алекс Гемм (англ. Alex Hamm)                            |
| 1939 | ф | Кодекс розвідки                 | Code of the Secret Service (Warner Bros.)             | лейтенант Брасс Банкрофт                                |
| 1939 | ф | Пустотлива, але мила            | Naughty but Nice (Warner Bros.)                       | Ед «Едді» Кларк (англ. Ed «Eddie» Clark)                |
| 1939 | ф | Пекельна кухня                  | Hell's Kitchen (Warner Bros.)                         | Джим (англ. Jim)                                        |
| 1939 | ф | Янголи умиваються               | The Angels Wash Their Faces (Warner Bros.)            | Пет (англ. Pat)                                         |
| 1939 | ф | Покінчити з фальшивомонетниками | Smashing the Money Ring (Warner Bros.)                | лейтенант Брасс Банкрофт                                |
| 1940 | ф | Братчик щур і малятко           | Brother Rat and a Baby (Warner Bros.)                 | Дэн Кроуфорд (англ. Dan Crawford)                       |
| 1940 | ф | Янгол з Техасу                  | An Angel from Texas (Warner Bros.)                    | партнер продюсера містер Ален (англ. Mr. Allen)         |
| 1940 | ф | Убивство в повітрі              | Murder in the Air (Warner Bros.)                      | лейтенант Брасс Банкрофт (англ. Brass Bancroft)         |
| 1940 | ф | Knute Rockne, All American      | Knute Rockne, All American (Warner Bros.)             | Джорж Ґіпп                                              |
| 1940 | ф | Буксирниця Енні знову в дорозі  | Tugboat Annie Sails Again (Warner Bros.)              | моряк Едді Кінґ (англ. Eddie King)                      |
| 1940 | ф | Дорога на Санта-Фе              | Santa Fe Trail (Warner Bros. First National)          | Джордж Армстронг Кастер (англ. George Armstrong Custer) |
| 1941 | ф | Погана людина                   | The Bad Man (Metro-Goldwyn-Mayer)                     | Жиль Джонс (англ. Gil Jones)                            |
| 1941 | ф | Крихітка на мільйон             | Million Dollar Baby (Warner Bros.)                    | Пітер Ровен (англ. Peter Rowan)                         |
| 1941 | ф | Дев'яти життів не вистачить     | Nine Lives Are Not Enough (Warner Bros.)              | Метт Соєр (англ. Matt Sawyer)                           |
| 1941 | ф | Інтернаціональна ескадрилья     | International Squadron (Warner Bros.)                 | Джиммі Грант (англ. Jimmy Grant)                        |
| 1942 | ф | Кінгс Роу                       | Kings Row (Warner Bros.)                              | Дрейк Макг'ю (англ. Drake McHugh)                       |
| 1942 | ф | Juke Girl                       | Juke Girl (Warner Bros.)                              | Стів Толбот (англ. Steve Talbot)                        |
| 1942 | ф | Відчайдушна мандрівка           | Desperate Journey (Warner Bros. First National)       | Джонні Геммонд (англ. Johnny Hammond)                   |
| 1943 | ф | Це - армія                      | This Is the Army (Warner Bros.)                       | Джонні Джонс (англ. Johnny Jones)                       |
| 1947 | ф | Слід жеребця                    | Stallion Road (Warner Bros. First National)           | Ларрі Генреген (англ. Larry Hanrahan)                   |
| 1947 | ф | Дівчина з родини Хагенів        | That Hagen Girl (Warner Bros. First National)         | Том Бейтс (англ. Tom Bates)                             |
| 1947 | ф | Голос черепахи                  | The Voice of the Turtle (Warner Bros. First National) | Білл (англ. Bill)                                       |
| 1949 | ф | Джон любить Мері                | John Loves Mary (Warner Bros.)                        | Джон Лоренс (англ. John Lawrence)                       |
| 1949 | ф | Ніч до ночі                     | Night Unto Night (Warner Bros.)                       | Джон (англ. John)                                       |
| 1949 | ф | Дівчина з Джоунс-Біч            | The Girl from Jones Beach (Warner Bros.)              | Боб Рендолф (англ. Bob Randolph)                        |
| 1949 | ф | Це велике почуття               | It's a Great Feeling (Warner Bros.)                   | епізодична роль                                         |
| 1950 | ф | Нерозважливе серце              | The Hasty Heart (Warner Bros.)                        | Янк (англ. Yank)                                        |
| 1950 | ф | Луїза                           | Louisa (Universal-International)                      | Гел Нортон (англ. Hal Norton)                           |
| 1951 | ф | Штормове попередження           | Storm Warning (Warner Bros.)                          | Берт Рейні (англ. Burt Rainey)                          |
| 1951 | ф | Бонзо час спати                 | Bedtime for Bonzo (Universal-International)           | професор Пітер Бойд (англ. Peter Boyd)                  |
| 1951 | ф | Останній форпост                | The Last Outpost (Paramount)                          | офіцер Венс (англ. Vance)                               |
| 1952 | ф | Гонконг                         | Hong Kong (Paramount)                                 | Джефф (англ. Jeff)                                      |
| 1952 | ф | Вона працює і вчиться у коледжі | She's Working Her Way Through College (Warner Bros.)  | Джон Палмер (англ. John Palmer)                         |
| 1952 | ф | Переможна команда               | The Winning Team (Warner Bros.)                       | Клівленд Александер (Grover Cleveland Alexander)        |
| 1953 | ф | Тропічна зона                   | Tropic Zone (Paramount)                               | Ден Макклауд (англ. Dan McCloud)                        |
| 1953 | ф | Закон і порядок                 | Law and Order (Universal-International)               | Фрейм Джонсон (англ. Frame Johnson)                     |
| 1954 | ф | Полонений                       | Prisoner of War (Metro-Goldwyn-Mayer)                 | Вебб Слоун (англ. Webb Sloane)                          |
| 1954 | ф | Королева худоби з Монтани       | Cattle Queen of Montana (RKO)                         | Фарелл (англ. Farrell)                                  |
| 1955 | ф | Компаньйон Теннесі              | Tennessee's Partner (RKO)                             | Коупок (англ. Cowpoke)                                  |
| 1957 | ф | Морські відьми                  | Hellcats of the Navy (Columbia)                       | командир Кейсі Еббот (англ. Casey Abbott)               |
| 1961 | ф | Молоді лікарі                   | The Young Doctors (United Artists)'                   | закадрове озвучування{sfn / Robert Paul Metzger}}       |
| 1964 | ф | Вбивці                          | The Killers (Universal)                               | Браунінґ (англ. Browning)                               |

### Документальні та короткометражні фільми
Українські назви фільмів в таблиці подано методом описового перекладу оригінальних назв.
| Рік  |   | Українська назва                        | Оригінальна назва                                | Роль                                                 |
| ---- | - | --------------------------------------- | ------------------------------------------------ | ---------------------------------------------------- |
| 1938 | ф | Огляд студії Vitaphone                  | Vitaphone Pictorial Revue                        | епізод спільно з Мері Вілсон                         |
| 1939 | ф | Полювання на рибу-меч                   | Sword Fishing                                    | закадрове озвучування                                |
| 1940 | ф | Аліса у Кінокраї                        | Alice in Movieland                               | грає самого себе, немає в титрах                     |
| 1941 | ф | Як покращити свою гру в гольф           | How to Improve Your Golf                         | спільно з Джейн Вайман                               |
| 1942 | ф | Поради для гри в гольф                  | Shoot Yourself Some Golf                         | спільно з Джейн Вайман і Джиммі Томсоном)            |
| 1942 | ф | Містер Гарденія Джонс                   | Mister Gardenia Jones (US Army)                  | фільм про USO, Гарденія Джонс (англ. Gardenia Jones) |
| 1942 | ф | Виконання службового обов'язку          | Beyond the Line of Duty\|закадрове озвучування}} |                                                      |
| 1943 | ф | Знайомство с японським винищувачем Зеро | Recognition of the Japanese Zero Fighter         | грає літуна                                          |
| 1943 | ф | Навчання кадетів                        | Cadet Classification                             | закадрове озвучування                                |
| 1943 | ф | Хвостовий стрілець                      | The Rear Gunner (US Army, Warner Bros.)          |                                                      |
| 1943 | ф | За Бога і країну                        | For God and Country (US Army)                    | грає католицького капелана                           |
| 1943 | ф | Голлівуд в уніформі                     | Hollywood in Uniform (Columbia Pictures)         | грав самого себе                                     |
| 1944 | ф | Ціль - Токіо                            | Target Tokyo (US Army)                           | закадрове озвучування                                |
| 1945 | ф | Битва за небо                           | The Fight for the Sky                            | закадрове озвучування                                |
| 1945 | ф | Дорога Стілвелла                        | The Stilwell Road                                | закадрове озвучування                                |
| 1945 | ф | Крила для цієї людини                   | Wings for This Man                               | закадрове озвучування                                |
| 1945 | ф | Нестача житла                           | Housing shortage                                 | щодо проблеми житла для ветеранів війни              |
| 1948 | ф | Добре для фільму                        | Ok for Pictures (Warner Bros.)                   | закадрове озвучування                                |
| 1948 | ф | Отож, ви хочете бути у фільмі           | So You Want to Be in Pictures                    | грає самого себе                                     |
| 1948 | ф | Екскурсія студією                       | Studio Tour (Warner Bros.)                       |                                                      |
| 1951 | ф | Велика правда                           | The Big Truth                                    | закадрове озвучування                                |
| 1963 | ф | Правда про комунізм                     | The Truth About Communism                        | закадрове озвучування                                |
| 1965 | ф | Нехай у світі буде поступ               | Let the World Go Forth                           | озвучування спільно з Робертом Тейлором              |

## Роботи та покази на телебаченні
Українські назви фільмів у таблиці подано методом описового перекладу оригінальних назв.
| Рік       |   | Українська назва                                    | Оригінальна назва | Роль |
| --------- | - | --------------------------------------------------- | --- | --- |
| 1950      | с | Театр Nash Airflyte                                 | The Nash Airflyte Theater (CBS) серія «Справа про зниклу леді» | |
| 1950—1953 | с | Шоу Джорджа Бернса і Грейсі Аллен                   | The George Burns and Gracie Allen Show (CBS) | грав самого себе |
| 1952      | с | Голлівудські прем'єри                               | Hollywood Opening Night (NBS) | серія «The Priceless Gift» |
| 1953      | с | Театр зірок Техасу                                  | Texaco Star Theatre | грав самого себе |
| 1953      | ф | Закон і порядок                                     | Law and Order | серія "Фрейм Джонсон" (англ. Frame Johnson) |
| 1953      | с | Премія Орхідея                                      | The Orchid Award (ABC) | |
| 1953      | с | Театр Медальйон                                     | Chrysler Medallion Theatre (CBS) серія «Робота для Джиммі Валентайна» (англ. A Job for Jimmy Valentine) | |
| 1953      | с | Театр дзеркало "Ревлон"                             | The Revlon Mirror Theater (CBS) серія «Наступна зупинка - Віфлеєм» (англ. Next Stop Bethlehem) | |
| 1953      | с | В. F. Goodrich                                      | В. F. Goodrich (CBS) | серія «Burns and Allen» |
| 1953—1954 | с | Театр Відео Люкс                                    | Lux Video Theatre (CBS) серії «Місце під сонцем» (англ. A Place in the Sun) (актор), «Лист у пляшці» (англ. Message in a Bottle) (Мерл Фішер)                                                                                       | |
| 1953—1954 | с | Зоряний театр Шпітц                                 | Schlitz Playhouse of Stars (CBS) серії «Доктор повертається додому» (англ. The Doctor Comes Home), «Пастка у джунглях» (англ. The Jungle Trap), «У розпалі битви» (англ. The Edge of Battle) (всі - актор)                          | |
| 1953—1954 | с | Телевізійний театр Форда                            | The Ford Television Theatre (NBS) серії «Первісток» (англ. First Born), «І раптом ти зрозумів» (англ. And Suddenly You Knew) (обидві - Стів Вентворт), «Під тими водами» (англ. Beneath These Waters) (капітан-лейтенант Мастерсон) | |
| 1953—1956 | с | Гостьове шоу Яка моя репліка?                       | What's My Line? | дві програми в ролі самого себе (таємничий гість і гість - учасник дискусії) |
| 1954      | ф | Полонений                                           | Prisoner of War | Вебб Слоун |
| 1954—1962 | с | Театр Дженерал Електрік                             | General Electric Theater (CBS) | ведучий, провів 235 програм, взяв участь у 35 програмах |
| 1954      | с | Операція: Розваги                                   | Operation: Entertainment (NBC) | |
| 1955      | с | Діснейленд                                          | The Pre-Opening Report from Disneyland/A Tribute to Mickey Mouse | грав самого себе |
|           | с | Ігрове шоу Те саме ім'я                             | The Name's the Same | перша програма (грав самого себе як учасник конкурсу, дата невідома) |
| 1955—1958 | с | Естрадно-музичне шоу Улюбленці міста                | Toast of the Town | грав самого себе |
| 1955—1961 | с | Гостьове шоу Я маю таємницю                         | I've Got a Secret | дві програми, грав самого себе |
| 1956      | с | Телесеріал-антологія Літні фільми Дженерал Електрік | General Electric Summer Originals (CBS) серія «Пастка в джунглях» (англ. Jungle Trap) | |
| 1957      | с | Естрадне Шоу Теннессі Ерні Форда                    | The Tennessee Ernie Ford Show | грав самого себе |
| 1958      | с | Правду кажучи                                       | To Tell the Truth | гість - учасник дискусії |
| 1960      | с | Шоу Дюпон з Джун Еллісон                            | The DuPont Show with June Allyson (CBS) | серія «Шлях додому» (англ. The Way Home) (Алан Ройс) |
| 1960      | с | Телесеріал-антологія Час зірок                      | Startime (NBC) | серії «The Swingin' Years» і «Роки свінгу та співу» (англ. The Swingin' Singin' Years) (гість) |
| 1960      | с | Телевізійний документальний серіал Це твоє життя    | This Is Your Life | Програма присвячена Чарльзу Коберну (грав самого себе) |
| 1961      | ф | Молоді лікарі                                       | The Young Doctors | закадровий голос |
| 1961      | с | Телесеріал - антологія вестернів Театр Зейна Грея   | Dick Powell's Zane Grey Theatre (CBS) | серія «Затьмарене майбутнє» (англ. The Long Shadow) (майор Вілл Синклер) |
| 1961      | с | Шоу Боба Гоупа                                      | The Bob Hope Show (NBC) | |
| 1961—1963 | с | Шоу Діка Павелла                                    | The Dick Powell Show (NBC) серії «Who Killed Julie Greer?», «The Last of the Private Eyes» | |
| 1963      | ф | Шляхетний спадок                                    | Heritage of Splendor | оповідач |
| 1963      | с | Вагон потяга                                        | Wagon Train (NBC) серія «Історія, що сталася у Форт-Пірс» (англ. The Fort Pierce Story) (капітан Пол Вінтерс)}} | |
| 1964      | с | Театр творців саспенсу                              | Kraft Suspense Theatre (NBC) серія «A Cruel and Unusual Night» | |
| 1964      | с | Ігрове шоу Ігри знаменитостей                       | The Celebrity Game | грав самого себе |
| 1964—1965 | с | Дні у долині смерті                                 | Death Valley Days (Телевізійна синдикація) | серії «Tribute to the Dog» (1964), «Raid on the San Francisco Mint» (1965), «The Battle of San Francisco Bay» (1965), «No Gun Behind His Badge» (1965), «Temporary Warden» (1965), «The Lawless Have Laws» (1965), «A City is Born» (1965), «No Place for a Lady» (1965) |

## Кінонагороди Рональда Рейгана
- 1957 рік - Золотий глобус у номінації «Hollywood Citizenship Award»[122];
- 1960 рік - Зірка на Голлівудській «Алеї слави» ;
- 1981 рік- Золота малина - за найгірші досягнення в кар'єрі[123];
- 1992 рік - Золота бутса[en].